# 1. PBC Fulda
Der 1. PBC Fulda (offiziell: 1. Pool Billard Club Fulda 1990 e.V.) war ein Poolbillardverein aus Fulda. Er wurde viermal Deutscher Meister und zweimal Europameister.

## Geschichte
Der 1. PBC Fulda wurde 1990 gegründet. 1999 wurde er in der 1. Bundesliga erstmals Deutscher Meister. Vier Jahre später gelang dies erneut. Diesen Titel konnte der Verein 2004 mit neun Punkten Vorsprung auf Joker Geldern verteidigen. Im selben Jahr wurde man im Finale gegen den PBV Anderten zudem Vereins-Europameister. Ein Jahr später folgte die Finalniederlage gegen den italienischen Verein Mari Club, und der dritte Platz für die zweite Mannschaft. 2006 wurde der 1. PBC Fulda im Finale gegen den polnischen SSA Trefl Sopot erneut Europameister. Mit zwei EM-Titeln und einem zweiten Platz ist der PBC Fulda die erfolgreichste Mannschaft bei den Vereins-Europameisterschaften.
In der Bundesliga wurde der Verein 2005 und 2006 jeweils hinter dem BSV Dachau Zweiter. In der Saison 2006/07 gewann der 1. PBC Fulda seinen letzten Meistertitel.
2008 kam der Verein in der Bundesliga auf den sechsten Platz und wurde wenig später aufgrund finanzieller Probleme aufgelöst.
2003 wurde mit Thorsten Hohmann erstmals ein Spieler des 1. PBC Fulda Deutscher Meister im Einzel. Holger Gries wurde 2005 Deutscher Meister der Senioren.
Zudem spielten unter anderem  Arik Reiter, Ralph Eckert, Dieter Johns, Martin Poguntke, Nico Wehner, Christian Weigoni und Molrudee Kasemchaiyanan beim PBC Fulda, Michael Wahl war dort lange Zeit Trainer.
Im August 2008 wurde bei der SG Johannesberg eine Billardabteilung gegründet, in die mehrere ehemalige Spieler des 1. PBC Fulda wechselten. Zur Saison 2008/09 übernahm diese den Oberligastartplatz der zweiten Mannschaft des PBC Fulda.